# Pietro di Giovanni Mazzaforte
Pietro di Giovanni Mazzaforte (Foligno, en Ombrie, documenté de 1404-1463) est un peintre italien du début du XVe siècle.

## Biographie
Pietro di Giovanni est le fils du peintre Giovanni di Corraduccio Mazzaforte.
Documenté de 1404 à 1463, son style a des tendances néo-giottesques, modèrement ouvert au goût tardo-gothique. 
Il a été influencé par les peintres orviétans, par la peinture siennoise et entretenait des rapports avec le peintre Carlo da Camerino  et avec la culture marchesane. Il fut le chef de file de l'école de Foligno du Quattrocento.
Niccolò Alunno a été un de ses élèves.

## Œuvres
- Fresque (vers 1463) du tabernacle de la Confrérie della Misericordia (avec Niccolò di Liberatore), Museo diocesano, Foligno.